# Anna Smołowik
Anna Smołowik (ur. 8 lipca 1985 w Radomiu) – polska aktorka filmowa i teatralna, laureatka głównej nagrody aktorskiej na 53. Kaliskich Spotkaniach Teatralnych (2013).

## Życiorys

### Wczesne lata
Urodziła się 8 lipca 1985 w Radomiu. Jest absolwentką IV Liceum Ogólnokształcącego im. dra Tytusa Chałubińskiego w Radomiu. W 2008 ukończyła naukę w Akademii Teatralnej w Warszawie.

### Kariera
W klasie maturalnej w konkursie monodramów w Suwałkach otrzymała Grand Prix.
W 2007 zadebiutowała w teatrze w spektaklu „Lokatorzy”. W tymże roku była laureatką II nagrody w X konkursie „Pamiętajmy o Osieckiej”, a także Nagrody Publiczności i Nagrody Dziennikarzy. W 2008 została wyróżniona na XXVI Festiwalu Szkół Teatralnych w Łodzi, za rolę Lubow Raniewskiej w sztuce Antona Czechowa „Wiśniowy sad”. W 2010 za najlepszy debiut dostała nagrodę teatralną „Feliks Warszawski”. W 2011 otrzymała nagrodę dziennikarzy za wielopostaciowość kreacji aktorskiej w spektaklu „Kompleks Portnoya” na 46. Przeglądzie Małych Form Teatralnych „Kontrapunkt” w Szczecinie.
Od września 2012 do połowy 2014 była członkinią zespołu kabaretu „Pożar w Burdelu”. Na 53. Kaliskich Spotkaniach Teatralnych 2013 zdobyła główną nagrodę aktorską za rolę w przedstawieniu Wichrowe wzgórza. W 2015 wyróżniona została nagrodą „Talenty Trójki“ w kategorii Teatr.
Od 4 marca 2023 roku jest emitowany polski serial telewizji Polsat pt. Rodzina na Maxa, gdzie gra Karolinę Berent. Od 2023 jest jedną z głównych twarzy kampanii reklamowej sieci komórkowej Plus.

## Filmografia

### Filmy
| Rok  | Tytuł                           | Rola                                          | Uwagi |
| ---- | ------------------------------- | --------------------------------------------- | ----- |
| 2008 | Wichry Kołymy                   | więźniarka                                    |       |
| 2009 | Randka w ciemno                 | koleżanka z pubu                              |       |
| 2011 | Wyjazd integracyjny             | hurtowniczka                                  |       |
| 2012 | Ostatnie piętro                 | dziewczyna byłego partnera żony Derczyńskiego |       |
| 2013 | Sierpniowe niebo. 63 dni chwały | głos z podwórka                               |       |
| 2015 | Demon                           | świadkowa                                     |       |
| 2015 | Chemia                          | asystentka doktor Sowy                        |       |
| 2016 | Prosta historia o morderstwie   | Iza, dziewczyna Jacka                         |       |
| 2016 | Szkoła uwodzenia Czesława M.    | aktorka Anna, partnerka Czesława              |       |
| 2018 | Podatek od miłości              | Hanka Wróbel                                  |       |
| 2018 | Juliusz                         | Dorota Sobczak                                |       |
| 2018 | Okna, okna                      | dziewczyna w oknie                            |       |
| 2019 | Planeta singli 3                | Andżela Wilczyńska                            |       |
| 2019 | 1800 gramów                     | matka Nutki                                   |       |
| 2019 | (Nie)znajomi                    | Basia, przyjaciółka Ewy                       |       |
| 2020 | Listy do M. 4                   | Emilia                                        |       |
| 2021 | Miłość do kwadratu              | Ilona Szczepańska                             |       |
| 2021 | W jak morderstwo                | Magda Borowska                                |       |
| 2021 | To musi być miłość              | Agata, córka Heleny                           |       |
| 2021 | Czarna owca                     | Zuza                                          |       |
| 2021 | Dawid i elfy                    | Hania Kosmala, mama Dawida                    |       |
| 2022 | Niebezpieczni dżentelmeni       | Jadwiga Mrozowska                             |       |

### Seriale
| Rok       | Tytuł                | Rola                                  | Uwagi           |
| --------- | -------------------- | ------------------------------------- | --------------- |
| 2008      | M jak miłość         | ekspedientka                          | odc. 580        |
| 2008      | Wydział zabójstw     | dziewczyna Mariusza Augustyniaka      | odc. 13         |
| 2008      | Na kocią łapę        | strażniczka Bożenka                   |                 |
| 2008      | BrzydUla             | ekspedientka                          | odc. 57, 61     |
| 2008      | Egzamin z życia      | asystentka fotografa                  | odc. 103        |
| 2009      | Przystań             | stylistka Aldona „Angie”              | odc. 4          |
| 2009      | Synowie              |                                       | odc. 12         |
| 2009      | Na Wspólnej          | sekretarka                            | odc. 1152, 1153 |
| 2011      | Daleko od noszy      | dziennikarka „Gazety Popołudniowej”   | odc. 203        |
| 2011      | Przepis na życie     | koleżanka                             | odc. 21         |
| 2012      | Prawo Agaty          | instrumentariuszka Turska             | odc. 19         |
| 2012      | Przyjaciółki         | detektyw Agata                        | odc. 7, 10      |
| 2012      | Reguły gry           | Mariola                               | odc. 4          |
| 2012      | Ojciec Mateusz       | Beata Fiszer                          | odc. 99         |
| 2012      | Czas honoru          | aktorka Marta Libherówna              |                 |
| 2012      | Lekarze              | pacjentka z toczniem                  | odc. 2          |
| 2013      | Piąty Stadion        | dziewczyna                            | odc. 25         |
| 2013–2019 | Blondynka            | Tereska                               |                 |
| 2014–2015 | Barwy szczęścia      | Honorata Rosiak                       |                 |
| 2014      | Na Wspólnej          | Ala                                   |                 |
| 2014      | Sama słodycz         | Barbara, żona Tadeusza                |                 |
| 2014      | Ojciec Mateusz       | Beata Jaworska                        | odc. 148        |
| 2014      | Baron24              |                                       | odc. 25         |
| 2015      | Na dobre i na złe    | Anka                                  | odc. 616        |
| 2015      | Powiedz tak!         | Elżbieta, przyjaciółka Justyny        | odc. 11         |
| 2015      | Nie rób scen         | Ania                                  | odc. 10         |
| 2015      | O mnie się nie martw | dziennikarka                          | odc. 26         |
| 2015      | Aż po sufit!         | Inga, pracownica agencji              | odc. 8          |
| 2015      | Zziajani             | Iwona, przyjaciółka Basi              |                 |
| 2015      | Web Therapy          | Monika                                |                 |
| 2016      | Druga szansa 2       | pacjentka Julia Sienkiewicz           |                 |
| 2017      | Ucho Prezesa         | prezydentowa Agata                    | odc. 8, 20      |
| 2017      | Belfer 2             | Marianna Myjak, nauczycielka plastyki | odc. 2          |
| 2017–2018 | Diagnoza             | doktor Kaja Szewczyk                  |                 |
| 2018      | Pułapka              | Anna Barańska                         | odc. 5, 6       |
| 2019      | Lepsza połowa        | Matylda                               | odc. 6          |
| 2019      | 39 i pół tygodnia    | Anika, matka Bartka                   |                 |
| 2020      | Mały zgon            | Gosia Stawicka, żona Witolda          | odc. 7, 8       |
| 2021      | Usta usta            | Urszula Dąbrowska                     |                 |
| 2022–2023 | Rodzina na Maxa      | Karolina Berent                       |                 |
| 2023      | Bracia               | Eliza Dobrowolska                     |                 |